# Spolek německých starorakouských krajanských sdružení v Rakousku

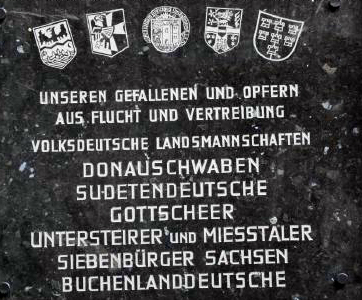
Pamětní deska Volksdeutschen Landsmannschaften - věnovaná obětem vysídlenců

Spolek německých starorakouských krajanských sdružení v Rakousku (německy Verband der deutschen altösterreichischen Landsmannschaften in Österreich (zkr. VLÖ)) je zastřešující organizací pro několik rakouských sdružení odsunutých Starorakušanů (etnických Němců) z východu po druhé světové válce. Má právní formu zapsaného společenstva. Spolek zastupuje zájmy těchto odsunutých občanů z území bývalé rakousko-uherské monarchie. Do listopadu 2014 se nazýval Spolek etnickoněmeckých krajanských sdružení Rakouska (německy Verband der Volksdeutschen Landsmannschaften Österreichs (zkr. VLÖ)). Sídlem spolku je Vídeň. Předsedou je Rudolf Reimann.
Cílem tohoto sdružení je zachování identity jednotlivých vysídlených etnických skupin. Sdružení bojuje proti nespravedlnosti a prosazuje lidská práva. Sdružení žádá o morální, právní a ekonomické odškodnění nespravedlností, které bylo dopuštěno na odsunutých občanech. Požádal také o zrušení dekretů a rozhodnutí, jako jsou výnosy AVNOJ a Benešových dekretů.

## Členské spolky
- Sudetoněmecké krajanské sdružení v Rakousku
- Dunajskošvábské pracovní společenství
- Spolek banátských Švábů Rakouska
- Karpatoněmecké krajanské sdružení v Rakousku
- Kočevské krajanské sdružení v Celovci
- Rakouský domovský svaz Beskidsko
- Krajanské sdružení bukovinských Němců v Rakousku
- Krajanské sdružení německých Dolnoštýřanů v Rakousku
- Spolkový spolek sedmihradských Sasů v Rakousku